# Nicolò Parisini
Nicolò Parisini (Voghera, 25 april 2000) is een Italiaans wielrenner die in 2023 prof werd bij Q36.5 Pro Cycling Team.

## Carrière
Als junior won Parisini twee etappes en het eindklassement in de Driedaagse van Brescia. Daarnaast werd hij, achter Samuele Rubino, tweede in het nationale kampioenschap op de weg en eindigde onder meer als vierde in het eindklassement van Aubel-Thimister-Stavelot.
In 2023 werd Parisini prof bij Q36.5 Pro Cycling Team. Zijn debuut voor de ploeg maakte hij in de Ronde van Valencia. In de Brussels Cycling Classic, in juni, werd hij twaalfde. Zijn eerste profoverwinning volgde in september, in de CRO Race: in de derde etappe versloeg hij Tobias Lund Andresen en Matej Mohorič in de sprint.

## Overwinningen
2018
1e en 3e etappe Driedaagse van Brescia
Eindklassement Driedaagse van Brescia
2023
3e etappe CRO Race

## Resultaten in voornaamste wedstrijden
| Jaar | Gent-Wevelgem | Ronde van Vlaanderen | Amstel Gold Race |
| ---- | ------------- | -------------------- | ---------------- |
| 2023 |               | opgave               | opgave           |
| 2024 | opgave        |                      |                  |
| 2025 | opgave        | opgave               |                  |

## Ploegen
- 2019 –  Beltrami TSA Hopplà Petroli Firenze
- 2020 –  Beltrami TSA Marchiol
- 2021 –  Beltrami TSA Tre Colli
- 2022 –  Team Qhubeka
- 2023 –  Q36.5 Pro Cycling Team
- 2024 –  Q36.5 Pro Cycling Team
- 2025 –  Q36.5 Pro Cycling Team

Abreha · Badilatti · Bauer · Brambilla · Calzoni · Camprubi · Christen · Colombo · Conca · Davis · Devriendt · Donovan · Fedeli · Hagen · Howson · Ludvigsson · Małecki · Monk · Moschetti · Parisini · Puppio · Rosskopf · Sajnok · Zukowsky · Novák (stagiair)
Abreha · Azparren · Badilatti · Brambilla · Calzoni · Camprubi · Christen · Colombo (vanaf 1/8) · Conca · de la Cruz · Devriendt · Donovan · Fancellu · Frison · Hagen · Howson · Ludvigsson · Małecki · Monk · Moschetti · Nizzolo · Parisini · Rosskopf · Sajnok · Steimle · Townsend · Whelan · Zukowsky · Krijnsen (stagiair) · Sommer (stagiair)